# Decapitated
Decapitated is een technische-deathmetalband uit Polen gevormd in 1996. Tussen 2007 en 2009 laste de band een pauze in. De teksten van de band zijn doorgaans misantropisch en pessimistisch van aard. De muziek is laag, snel en kenmerkt zich door ingewikkelde toonladders en complexe ritmes.

## Geschiedenis
Decapitated werd opgericht door gitarist Wacław Kiełtyka, drummer Witold Kiełtyka en zanger Wojciech Wasowicz. De gemiddelde leeftijd van de leden was toen 14 jaar. Een jaar later kwam de 13-jaar oude bassist Marcin Rygiel bij de band. Ze brachten twee demo's uit en later tekende de band bij Wicked World. In 2000 kwam hun debuutalbum, Winds of Creation uit.
In 2002 en 2004 bracht de band de albums Nihility en The Negation uit.
In 2005 werd Wojciech Wąsowicz vervangen door Adrian Kowanek. Het vierde album van de band,
Organic Hallucinosis werd uitgebracht in 2006.
Drummer Witold Kiełtyka overleed op 2 november 2007 aan zijn verwondingen door een verkeersongeval op 28 oktober 2007.
Kiełtyka was 23 jaar oud. Zanger Kowanek overleefde het ongeval, maar viel in coma.
In 2009 kwam de Oostenrijkse drummer Kerim Lechner bij de groep.

## Discografie
- Winds of Creation (2000)
- Nihility (2002)
- The Negation (2004)
- Organic Hallucinosis (2006)
- Carnival Is Forever (2011)
- Blood Mantra (2014)
- Anticult (2017)
- Cancer Culture (2022)

## Bezetting

### Huidige bandleden
- Wacław "Vogg" Kiełtyka - gitaar
- Rafał Piotrowski - zang
- Michał "Młody" Łysejko - drums
- Paweł Pasek - basgitaar

### Voormalige leden
- Witold Kiełtyka - drums
- Marcin Rygiel - basgitaar
- Wojciech Wąsowicz - vocals
- Adrian Kowanek - vocals
- Kerim Lechner - drums